# Ștefan Pănescu
Ștefan Pănescu (n.  23 septembrie 1881, Văliug – d. 26 martie 1970, Reșița) a fost un deputat în Marea Adunare Națională de la Alba Iulia, organismul legislativ reprezentativ al „tuturor românilor din Transilvania, Banat și Țara Ungurească”, cel care a adoptat hotărârea privind Unirea Transilvaniei cu România, la 1 decembrie 1918.:p. 77

## Biografie
Născut la data de 23 septembrie a anului 1881 în comuna Văliug, a urmat studiile la școala primară, studii pe care le completează mai apoi cu cele trei clase profesionale. De meserie a fost cojocar și măcelar, după anul 1918 devenind primar al comunei natale. Decedează în Reșița în anul 1970.

## Activitatea politică
A fost numit delegat supleant al Cercului electoral Bocșa Română, județul Caraș-Severin, la Marea Adunare Națională de la Alba Iulia de la 1 decembrie 1918.:p. 156